# Thomas Andrieu
Pour les articles homonymes, voir Andrieu.
Pour l’article ayant un titre homophone, voir Thomas Andrieux.
Thomas Andrieu, né le 15 décembre 1976 dans le 14e arrondissement de Paris, est un haut fonctionnaire français.
Conseiller d’État, il a occupé plusieurs fonctions dans des cabinets ministériels sous la présidence de François Hollande, ainsi que des directions d’administrations centrales aux ministères de l’Intérieur et de la Justice.

## Biographie

### Formation
Thomas Andrieu est diplômé de l’Institut d'études politiques de Paris (promotion 1998, section Service public) et d'un  « Master of Science in Economics » de la London School of Economics (2000). Il est ensuite élève de l’École nationale d’administration (ÉNA) de 2002 à 2004 dans la promotion Léopold Sedar Senghor, (celle du futur président de la République Emmanuel Macron). Pendant sa scolarité à l’ÉNA, il est proche de Nicolas Namias et de Marguerite Bérard, qui devient son épouse.

### Carrière

#### Débuts
À la sortie de l’École nationale d’administration en avril 2004, Thomas Andrieu accède au Conseil d’État, en tant qu’auditeur,. Il devient secrétaire général adjoint du Conseil d’État et parallèlement secrétaire général de la commission pour la transparence financière de la vie politique en mai 2007, puis est promu maître des requêtes en octobre de la même année.
Remarqué pour sa rigueur et son érudition juridiques,, il est détaché du Conseil d’État pour occuper son premier emploi de directeur d’administration centrale en tant qu’adjoint au directeur général de l’Administration et de la Fonction publique (DGAFP) à compter de mai 2010.

#### Ministère de l’Intérieur
En mai 2012, après l’élection de François Hollande, Thomas Andrieu intègre le cabinet du nouveau ministre de l’Intérieur, Manuel Valls, en tant que directeur adjoint,,, où il reste jusqu’à la nomination de Manuel Valls comme Premier ministre en avril 2014. Dans ces fonctions, où l’entente avec le ministre de l’Intérieur est « parfaite », il gère les affaires Leonarda Dibrani et Dieudonné M’Bala M’Bala et participe à la préparation d’une réforme du droit d’asile.
Immédiatement après le changement de gouvernement d’avril 2014, il est nommé directeur des libertés publiques et des affaires juridiques (DLPAJ) à l’administration centrale du ministère de l’Intérieur,. Il y organise la mise en place de l’état d’urgence après les attentats du 13 novembre 2015, rédigeant notamment le décret instaurant cet état de crise avant même l’assaut des forces de l’ordre au Bataclan. En janvier 2015, sa direction avait déjà préparé une éventuelle mise en œuvre de l’état d’urgence après l’attentat de la porte de Vincennes, ce qui explique la rapidité de la rédaction du texte en novembre. Thomas Andrieu supervise personnellement les assignations à résidence et les perquisitions administratives décidées dans le cadre de ce régime. À ce titre, il est visé, conjointement avec le ministre de l’Intérieur Bernard Cazeneuve, par une plainte de plusieurs administrés assignés à résidence représentés par Arié Alimi, de la Ligue des droits de l’homme et de la Fédération internationale pour les droits humains en février 2016.

#### Ministère de la Justice
De février 2016 à février 2017, Thomas Andrieu est directeur de cabinet du garde des sceaux, ministre de la Justice, Jean-Jacques Urvoas,,,, en remplacement d’Alain Christnacht, directeur du cabinet de la précédente garde des sceaux, ministre de la justice, Christiane Taubira et en désaccord de fond avec Jean-Jacques Urvoas. La nomination d’un directeur des libertés publiques et des affaires juridiques (DLPAJ) du ministère de l’Intérieur à ce poste, dans le contexte des débats sur le projet de loi constitutionnelle de protection de la Nation et de la démission de Christiane Taubira en lien avec ce projet de loi suscite des inquiétudes de la part de certains magistrats.
En mars 2017, il devient directeur des Affaires civiles et du Sceau (DACS) au sein de la chancellerie du ministère de la Justice. Dans ces fonctions, il pilote la préparation des volets administratif et civil de la loi de programmation 2018-2022 et de réforme pour la justice, promulguée le 23 mars 2019,, et contribue au projet de réforme de la responsabilité civile. Il s’investit en outre dans la transformation numérique de la justice, et soutient le développement par l’État d’une capacité d’analyse des décisions de justice par le recours à des algorithmes.
En juin 2019, Thomas Andrieu quitte les fonctions de directeur des Affaires civiles et du Sceau à la demande de la garde des sceaux, ministre de la Justice, Nicole Belloubet. Il retourne au Conseil d’État, au sein de la section du contentieux, et est promu au grade de conseiller d’État en octobre 2019.

### Vie privée
Thomas Andrieu est le fils du préfet Jacques Andrieu et de l’universitaire Claire Andrieu, née Postel-Vinay.
Marié à Marguerite Bérard puis divorcé, il est le père de deux enfants.

## Décoration
- Chevalier de l'ordre des Arts et des Lettres (2025)[16]

## Publications
- « Inventaire méthodique et codification du droit de la communication » (l’étude du Conseil d’État), LEGICOM, Revue thématique de droit de la communication, no 40,‎ 2007, p. 9-18 (lire en ligne, consulté le 6 août 2020).